# 신경핵
핵(nucleus; 복수형: nuclei) 또는 신경핵은 대뇌 반구와 뇌줄기 깊숙이 위치한 중추 신경계의 뉴런 무리(cluster)이다.

## 예시
- 뇌줄기 (Brainstem): 적핵(red nucleus), 전정핵(vestibular nucleus), inferior olive
- 소뇌: dentate nucleus, emboliform nucleus, globose nucleus, fastigial nucleus
- 기저핵 (Basal ganglia): 선조체 {striatum. 꼬리핵(caudate nucleus)과 조가비핵(putamen)}, pallidum {담창구(globus pallidus), medial과 lateral}, 흑색질(substantia nigra), subthalamic nucleus
- 뇌신경 (Cranial nerve) 핵들
- 시상하부의 복내측 핵 (Ventromedial nucleus of the hypothalamus): "복내측 시상하부(VMH, ventromedial hypothalamus)는 섭식, 공포, 체온 조절 및 성행위와 관련된 뚜렷한 형태학적 핵이다."

## 같이 보기
- 인간 두뇌의 영역 목록
- 뇌
- 신경계
- 인체 신경 목록